# Иван Ерчев
Поп Иван Ерчев, наричан от местните хора поп Ерчо, е свещенослужител от село Копривщица, един от поповете, пред които са полагали клетва въстаниците от Априлското въстание от 1876 г.
Поп Ерчо е роден през първата половина на XIX век и според описания на свои съвременници бил едър и красив мъж. Освен свещенослужителството упражнявал и двадесетина занаята. Назначаването на църковна служба получава, защото изпълнява необходимите условия: да е женен, да има най-малко едно дете, да е грамотен – да чете и пише добре и да пее в черковата. Ерчо (петел) успешно преборва двамата си съперници при избора и заслужено получава назначението. Самоувереноста бързо го напуска, защото не може да чете гладко текстовете на Светото писание, а и не му са познати някои изрази в Него. По тази причина са породени някои кавги и недоразумения с хаджи Геро Добрович, който бил църковен протопсалт по това време в селото. Тези техни взаимоотмошения сполучливо са интерпретирани от Любен Каравелов в неговата повест „Българи от старо време“.
Предпочитан от свещеника занаят е строителството. Иван Ерчев гради яхъри и обори, строи калдъръмени улици и чешми, ремонтира повредени мостове на много места. Възстановява моста над река Меде дере и съгражда чешма на мястото. За най-известно негово творение се счита Попивановата чешма. Поп Ерчо я съгражда съвсем сам, като хваща и водата на три извора за целта. Сам полага нужните тръби и издига фасадата ѝ, захранена от старата водопроводна мрежа.
Като добър стопанин се отнасял добре с животните и те послушно го следвали, когато ги обслужвал като налбантин (ковач). Иван Ерчев познавал много лековити билки и оказвал помощ при различни заболявания. Бил вещ в чакръкчийството – намествал изкълчени и навехнати ръце и крака. Дори изваждал и болни зъби. С тази си дейност придобил слава из околните села.
Свещеник Ерчев използва добитите средства за закупуването на земеделска земя. Разширил двора си в махала „Бяло камъне“ и някои други имоти, които използва за отглеждането на маслодайна роза. Днес мястото, където са се намирали те, под връх Свети Никола се нарича „Гюлът“. Дворът му, в близост до дома на поп Никола Белчов бил засаден с различни култури като грах, боб, леща и бръбой, а също така и някои овощни дървета.
В подготовката на въстанието през 1876 г. заедно с поп Никола Белчов заклева бъдещите въстаници. След разгрома на бунта е заловен от турците и е заточен заедно със свои другари по оръжие на о. Кипър. След Освобождението се завръща в Копривщица и остава там до края на живота си. Почива внезапно по време на служба в храм „Свети Николай“ през 1880 г. Погребан е в двора на църквата, пред олтара на храма.
Иван Ерчев е баща на Костадин Ерчев, когото въвежда в революционното дело.